# SunTrust廣場
SunTrust廣場（SunTrust Plaza，又稱Truist Plaza）是美國亞特蘭大的一座摩天大樓。
建於1992年，高264公尺、60層樓。SunTrust廣場是亞特蘭大第二高建築物，僅次於高312公尺的美國銀行廣場。